# Georges Clerfayt
Pour les articles homonymes, voir Clerfayt.
 (octobre 2016).
Si vous disposez d'ouvrages ou d'articles de référence ou si vous connaissez des sites web de qualité traitant du thème abordé ici, merci de compléter l'article en donnant les références utiles à sa vérifiabilité et en les liant à la section « Notes et références ».
Georges A.E.M. Clerfayt est un homme politique belge né le 23 avril 1935 à Colleret (France).
Député sous la bannière du Front démocratique francophone de 1971 à 2003 (il siégea notamment pendant la 47e législature de la Chambre des représentants) et président de ce parti entre 1984 et 1995, il est le père de Bernard Clerfayt, l'actuel bourgmestre de Schaerbeek.
Georges Clerfayt est connu pour son combat pour la défense des francophones de la périphérie bruxelloise.
C'est lui qui est à l'origine de l'introduction en Belgique de Convention-cadre pour la protection des minorités nationales.[réf. nécessaire]
Georges Clerfayt est Grand Officier de l'Ordre de Léopold et récipiendaire de la Médaille civique de première classe.